# Туз (приток Инзера)
Туз (Туз-Елга, Соляная) (баш. Тоҙ) — река в России, протекает по территории Ассинского сельсовета Белорецкого района Башкортостана. Правый приток реки Инзер. Длина реки составляет 13 км. На 3 км от устья в Туз справа впадает Юрмаш.

## Данные водного реестра
По данным государственного водного реестра России относится к Камскому бассейновому округу, водохозяйственный участок реки — Сим от истока и до устья, речной подбассейн реки — Белая. Речной бассейн реки — Кама.
Код объекта в государственном водном реестре — 10010200612111100019737.